# Aegomorphus jaspideus
Aegomorphus jaspideus es una especie de escarabajo longicornio del género Aegomorphus,  subfamilia Lamiinae. Fue descrita científicamente por Germar en 1823.
Se distribuye por Argentina, Bolivia, Brasil, Chile, Paraguay, Uruguay, Azerbaiyán y Portugal. Mide 12-16 milímetros de longitud.